# Redneck Revenge: A Zombie Road Trip
Redneck Revenge: A Zombie Road Trip est un jeu vidéo d'action développé et édité par Bulkypix, sorti en 2013 sur iOS, Android et BlackBerry 10.